# Be.
Be.（ビー）は、日本の男性2人組の東京を拠点とする器楽曲・アコースティック・ギター・デュオ。インディーズで1枚のアルバムをリリース。2009年、アルバム「Life Time」でHATS UNLIMITEDからメジャーデビュー。 MIMI ENTERPRISE所属。

## メンバー
- 佐藤“じーけん”健治（さとうけんじ・1980年11月6日生まれ・北海道出身）
- 浜崎快声（はまさきかいせい・1980年4月8日生まれ・熊本県出身）

## 概要
2005年5月、佐藤健治と浜崎快声により結成された東京を拠点とする器楽曲・ギター・デュオ。名前の由来は、メンバーの佐藤と浜崎が共に血液型B型であること「Be.の音楽が聴く人の側にいつも存在（Be）しているように」との想いから。Be.の楽曲は、2本のギターがシンクロするように絡み合い、親しみやすいメロディーを奏でる。
自主制作盤発表以降、大槻ケンヂと共演、寺岡呼人主催「Golden Circle vol.10」に出演。松任谷由実、ゆず、桜井和寿らと共演する。参加作品も、ゆず「明日天気になぁれ」、melody.「Peace Song」、ハマサキコミネ「モノクローム」「オリオン通り」他、多数の楽曲に参加。
ソロワークにおいても、数々のアーティストの作品やライブに参加するなかで、佐藤健治は、ゆずアリーナツアー・レコーディングのギタリスト、浜崎快声はJAMOSAの編曲家、TEEライブギタリストとして参加。
2008年2月6日に1stアルバム「4 Seasons」をリリース。同年夏葉加瀬太郎主催イベント「情熱大陸SPECIAL LIVE SUMMER TIME BONANZA '08」「MINAMI WHEEL 08」など多数のイベントに出演。2009年7月1日にメジャー・デビュー。

## 来歴
2005年（平成17年）
- 5月、佐藤健治と浜崎快声により結成。

2008年（平成20年）
- 2月6日、1stアルバム「4 Seasons」をリリース。
- YUZU ARENA TOUR 2008「WONDERFUL WORLD」に佐藤がギタリストとして参加。

2009年（平成21年）
- 4月8日、配信シングル「あなたのそばで」をリリース。
- 7月1日、メジャー・デビュー・アルバム「Life Time」（HATS UNLIMITED）をリリース。
- YUZU ARENA TOUR 2009-2010「FURUSATO」に佐藤がギタリストとして参加。

2010年（平成22年）
- 12月に発売されたゆずのシングル「from」初回盤に同梱されたDVDでBGMを演奏。

2011年（平成23年）
- YUZU ARENA TOUR 2011「2-NI-×FUTARI」、「2-NI-」に佐藤がギタリストとして参加。

2012年（平成24年）
- 5月23日、Be.によるゆずのインストカバーアルバム「Be. Plays YUZU[1998-2011]」をリリース。